# Klemens (Drumew)
Klemens, imię świeckie Wasił Nikołow Drumew (ur. 1840 w Szumenie, zm. 10 lipca 1901 w Wielkim Tyrnowie) – bułgarski biskup prawosławny, pisarz i działacz polityczny.
Autor pierwszego dramatu w języku bułgarskim pt. Iwanko, morderca Asena oraz jednej z pierwszych powieści bułgarskojęzycznych pt. Nieszczęsna rodzina, które napisał jeszcze przed złożeniem ślubów mniszych i przyjęciem święceń kapłańskich, co uczynił w wieku 32 lat. W 1884 został metropolitą tyrnowskim. Politycznie był związany ze środowiskami konserwatystów o prorosyjskiej orientacji. Dwukrotny premier Bułgarii, między listopadem 1884 a styczniem 1885 oraz w sierpniu 1886, uczestnik zamachu stanu przeciwko księciu Aleksandrowi I w sierpniu 1886.

## Życiorys

### W Bułgarii pod panowaniem tureckim
W młodości brał udział w bułgarskim ruchu niepodległościowym, należał do utworzonego w 1861 pierwszego legionu bułgarskiego Rakowskiego. Wykształcenie teologiczne zdobył w Imperium Rosyjskim, kończąc w 1865 seminarium duchowne w Odessie, zaś w 1869 – Kijowską Akademię Duchowną. Po powrocie na Bałkany osiadł w Braile, gdzie został dyrektorem szkoły bułgarskiej. W 1869 był jednym z założycieli i członkiem pierwszego zarządu Bułgarskiego Towarzystwa Literackiego, przekształconego następnie w Bułgarską Akademię Nauk.
W 1873 złożył wieczyste śluby mnisze, po czym został mianowany protosynglem parafii prawosławnych w Ruse (wówczas tur. Rusçuk). W roku następnym w soborze Trójcy Świętej w tym mieście został wyświęcony na biskupa branickiego, co oznaczało nadzór nad parafiami prawosławnymi w Silistrze i Tulczy. Wspólnie z metropolitą tyrnowskim Hilarionem założył seminarium duchowne Świętych Piotra i Pawła przy monasterze w Laskowcu. 
W lutym 1878 r. archimandryta Klemens uroczyście witał wkraczające do Ruse wojska rosyjskie pod dowództwem gen. Eduarda Totlebena.

### W niepodległej Bułgarii
W 1884 został wybrany na ordynariusza metropolii tyrnowskiej, którą zarządzał jako locum tenens od śmierci metropolity Hilariona w 1875.
Wcześniej, 25 listopada 1884, stanął na czele konserwatywnego rządu Bułgarii, utworzonego po rozwiązaniu przez księcia Aleksandra Battenberga Zgromadzenia Narodowego zdominowanego przez liberałów i fiasku rozmów w sprawie koalicyjnego rządu liberalno-konserwatywnego. Jego gabinet nie był popularny i w styczniu 1880, po przegranych przez konserwatystów wyborach musiał ustąpić z urzędu premiera na rzecz Dragana Cankowa.
W konflikcie między zwolennikami i przeciwnikami orientacji prorosyjskiej w polityce Bułgarii poparł rusofilów. Wziął udział w spisku oficerów-rusofilów, brał udział w próbie zamachu stanu w sierpniu 1886. Grupa wojskowych ze szkoły wojskowej w Sofii, wykorzystując nieobecność w stolicy oddziałów wiernych księciu Aleksandrowi, zmusiła go do zrzeczenia się tronu i do emigracji. Na czele nowo utworzonego rządu ponownie stanął metropolita Klemens. Zamach ten został udaremniony przez Stefana Stambołowa, który sprowadził do stolicy oddziały z garnizonu w Płowdiwie.
W czasie rządów Stambołowa, prowadzącego politykę proaustriacką, metropolita Klemens nadal angażował się w politykę państwa, zdecydowanie występując przeciwko premierowi. Publicznie zaprotestował przeciwko ślubowi księcia bułgarskiego Ferdynanda z Marią Luizą Burbon, jako że oboje małżonkowie byli wyznania rzymskokatolickiego, a także w tej wierze zamierzali wychować dzieci. W związku z tym premier Stefan Stambołow zamierzał doprowadzić do zmiany artykułu bułgarskiej konstytucji, który nakazywał następcy tronu Bułgarii przynależność do Bułgarskiego Kościoła Prawosławnego. W ramach represji, jakim poddana została prorosyjska opozycja, w 1893 został oskarżony o zdradę stanu na podstawie treści wygłoszonego kazania (w którym głosił, iż bez prawosławia naród bułgarski nie istnieje), a następnie zmuszony do zamieszkania w monasterze w Laskowcu. W przeprowadzonym w Tyrnowie procesie, którego wynik był z góry przesądzony, został skazany na dożywotnie więzienie. W drugiej instancji wyrok został złagodzony do dwóch lat pozbawienia wolności. Ostatecznie metropolita Klemens został zmuszony do zamieszkania w Monasterze Głożeńskim pod stałym nadzorem policyjnym. Odzyskał wolność po upadku rządu Stambołowa w maju 1894. Powrócił do Tyrnowa, witany przez 20 tys. zgromadzonych wiernych. 
W 1895 r., gdy premierem Bułgarii był już Konstantin Stoiłow, metropolita Klemens odegrał znaczącą rolę w ponownej poprawie stosunków bułgarsko-rosyjskich. Stał na czele poselstwa bułgarskiego do Petersburga, które uzyskało od cara Mikołaja II zgodę na pozostanie Ferdynanda na tronie bułgarskim, ale pod warunkiem, że następca tronu Borys przyjmie prawosławie. Tak też się stało.
Zmarł w 1901 po dwuletniej chorobie i został pochowany w soborze Narodzenia Matki Bożej w Tyrnowie.

## Twórczość literacka

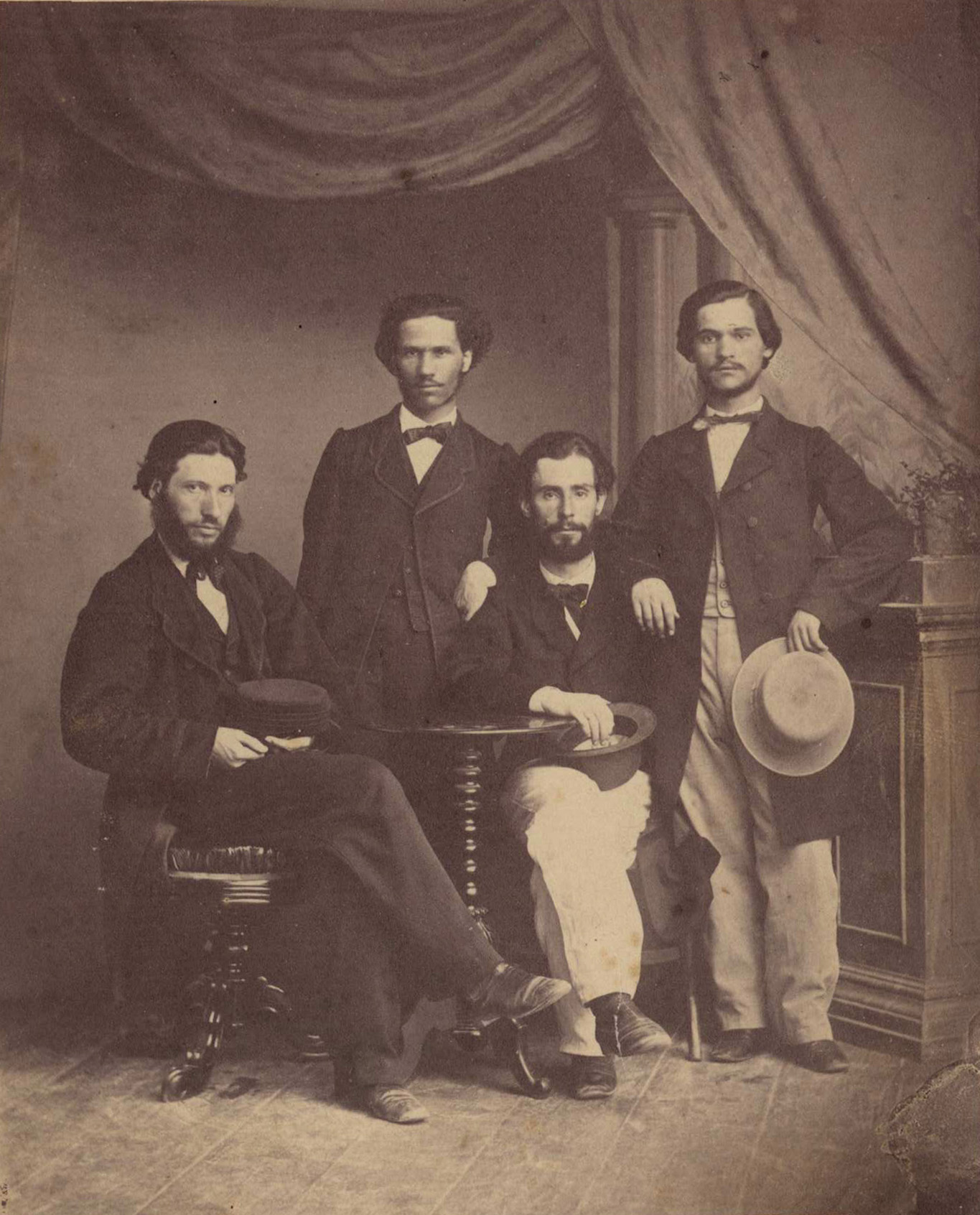
Wasił Drumew (pierwszy z lewej), 1860

Przed złożeniem ślubów mniszych Wasił Drumew zajmował się twórczością literacką. Był autorem jednej z pierwszych bułgarskich powieści, zatytułowanej Nieszczęsna rodzina. Jej tematem była trudna sytuacja Bułgarów pod panowaniem tureckim. Z kolei dramat Drumewa Iwanko, morderca Asena, był pierwszym bułgarskojęzycznym dramatem, ukazującym cnotę Bułgarów i chytrość Greków.